# Паппалардо, Сальваторе
Сальваторе Паппалардо (итал. Salvatore Pappalardo; 23 сентября 1918, Виллафранка-Сикула, королевство Италия — 10 декабря 2006, Палермо, Италия) — итальянский кардинал, ватиканский дипломат и доктор обоих прав. Титулярный архиепископ Милето и апостольский про-нунций в Индонезии с 7 декабря 1965 по 17 октября 1970. Архиепископ Палермо с 17 октября 1970 по 4 апреля 1996. Кардинал-священник с титулярной диаконией pro illa vice Санта-Мария-Одигитрия-деи-Сичилиани с 5 марта 1973.